# Albert Döderlein
Albert Sigmund Gustav Döderlein (Augsburg, 5 de juliol de 1860 – Múnic, 10 de desembre de 1941) fou un ginecòleg alemany. Döderlein es va destacar per les seves investigacions bacteriològiques, les seves contribucions a l'obstetrícia operativa i ginecològica, i pel seu treball en radioteràpia ginecològica.
Döderlein era fill d'un metge militar. El 1879 va començar a estudiar medicina a la Universitat d'Erlangen-Nuremberg, obtenint el seu títol de metge a 1884. El 1888, Döderlein va començar a exercir com a professor a Leipzig i el 1897, va rebre una invitació per part de la Universitat de Groningen, però en aquest mateix any, Döderlein va ser professor a la Universitat de Tubinga. El 1907, va esdevenir director de l'hospital de la dona de la Universitat de Múnic. El 1926, va ser elegit membre de la Akademie der Wissenschaften. Després del seu retir, el 1934, va ser co-editor del setmanari Münchner medizinischen.

## Obres
- Leitfaden für den geburtshilflichen Operationskurs, Leipzig 1893.
- Über Vergangenheit und Gegenwart der Geburtshülfe, Leipzig 1897.
- Operative Gynäkologie, Leipzig 1905; (with Bernhard Krönig).
- Handbuch der Geburtshilfe, 4 volumes, Wiesbaden